# Richard Landsberg
Richard Carl Landsberg (* 3. Dezember 1873 in Stolberg; † 26. Januar 1940 in Spa) war ein deutscher Architekt.

## Leben
Richard Landsberg wurde als Sohn eines wohlhabenden Hüttendirektors der Stolberger Gesellschaft geboren. Er studierte an der Technischen Hochschule Aachen Architektur. Nach seinem Studium und einem Referendariat war er zunächst als Regierungsbaumeister (Assessor im öffentlichen Bauwesen) tätig. Ab 1918 wirkte er in Köln als Geschäftsführer der Wohnungsbaugesellschaft für das Rheinische Braunkohlenrevier, für die er in Köln und im Umland zahlreiche Bergarbeiter-Siedlungen projektierte.
Zu Beginn der Zeit des Nationalsozialismus wurden Richard Landsberg, der mit Hedwig Becker, einer Tochter des früheren Kölner Oberbürgermeisters Hermann Becker (genannt der rote Becker) verheiratet war, aufgrund seiner jüdischen Herkunft alle Ämter entzogen. Daraufhin zog er mit seiner Familie 1935 nach Bad Godesberg. Drei Jahre später emigrierte er nach Belgien. Dort nahm er sich kurz vor dem Einmarsch der deutschen Wehrmacht das Leben.

## Bauten
- Haus Morsdorfer Hof 37 in Köln-Braunsfeld
- Haus Aachener Straße 683 in Köln-Braunsfeld

## Ehrungen
Im Rahmen der im Jahr 2010 im NS-Dokumentationszentrum der Stadt Köln gezeigten Ausstellung „Köln und seine jüdischen Architekten“ wurde Richard Landsberg als einer von rund 50 jüdischen Kölner Architekten gewürdigt.
Im Kölner Stadtteil Porz-Elsdorf ist seit 2006 eine Straße nach ihm benannt.